# Терера маскова
Тере́ра маскова (Spizocorys personata) — вид горобцеподібних птахів родини жайворонкових (Alaudidae). Мешкає в Ефіопії і Кенії.

## Опис
Довжина птаха становить 13 см, з яких від 4,8 до 5,1 см припадає на хвіст, вага 20 г. Довжина дзьоба становить 1,35-1,55 см. Виду не притаманний статевий диморфізм. Лоб, тім'я і шия сірувато-бурі, поцятковані темно-коричневими плямами. Спина сірувато-бура, легко поцяткована темними смужками. На обличчі чорна "маска", скроні сірувато-коричневі, відділені від обличчя світлими плямами. Підборіддя і горло білі, груди сірувато-бурі, живіт рудуватий, нижні покривні пера хвоста рудувато-коричневі. Махові пера коричневі, стернові пера темно-бурі, центральні стернові пера дещо світліші, крайні стернові пера мають рудуваті опахала з вузькими темно-коричневими краями. Дзьоб світло-роговий, знизу дещо світліший.

## Підвиди
Виділяють чотири підвиди:
- S. p. personata Sharpe, 1895 — східна Ефіопія;
- S. p. yavelloensis (Benson, 1947) — південна Ефіопія і північна Кенія;
- S. p. mcchesneyi (Williams, JG, 1957) — північна Кенія (плато Марсабіт);
- S. p. intensa (Rothschild, 1931) — центральна Кенія.

## Поширення і екологія
Маскові терери мешкають в Ефіопії і Кенії, зустрічаються на висоті від 400 до 1600 м над рівнем моря. Мешкають на сухих луках, місцями порослих чагарниками. Живляться безхребетними, насінням і бульбами.